# Prothese

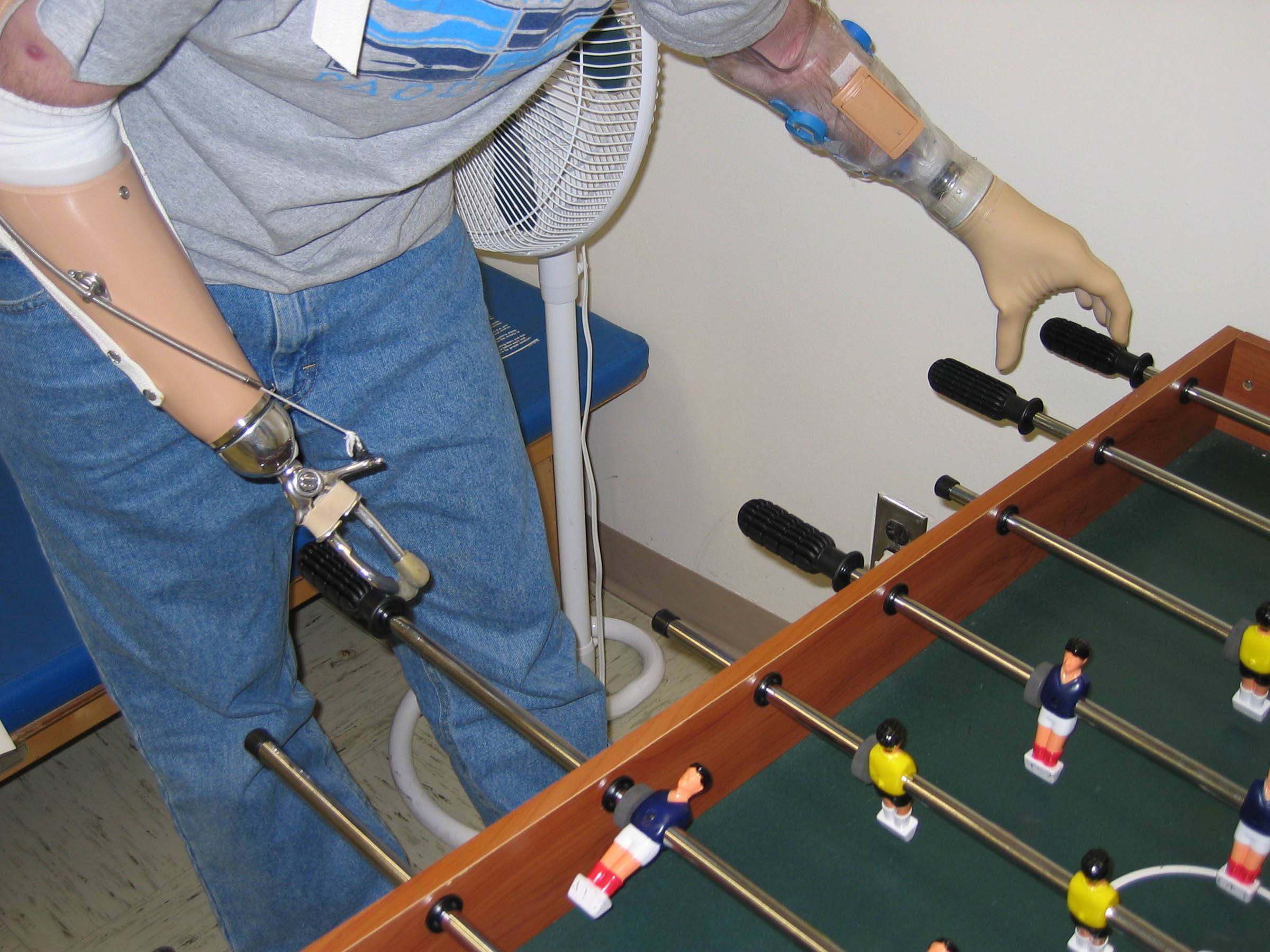
Armprothesen

Eine Prothese (von altgriechisch πρόσθεσις prósthesis, ‚Anfügung‘, aus πρός ‚hinzu, obendrein, außerdem‘ und τίθημι ‚ich setze, stelle, lege‘) auch Körperersatzstück, bezeichnet ein Gliedmaßen, Organe oder Organteile ersetzendes, künstlich geschaffenes, funktionell ähnliches Produkt.

## Typen von Prothesen
Befindet sich die Prothese außerhalb des Körpers wie bei künstlichen Gliedmaßen, spricht man von einer Exoprothese. Beispiele sind Bein-, Arm- oder Handprothesen. Andernfalls handelt es sich um ein Implantat.
- Ein geschlossenes Implantat, auch Endoprothese genannt, ist vollständig von Körpergewebe umgeben. Ein klassisches Beispiel ist das künstliche Hüftgelenk.[4]
- Ein offenes Implantat ist im Knochen verankert und ragt zugleich aus dem Körpergewebe heraus. Zu diesem Typ gehören Zahnimplantate, aber auch Implantate zur Befestigung von Beinprothesen oder Nasen-, Augen- und Ohrmuschelimitationen (Epithesen).[5]
- Der Übergang von einer Prothese zu einer Orthese kann fließend sein. Beispielsweise werden nach einer Teilfußamputation ein Prothesenteil mit einer entsprechenden Stützvorrichtung und Funktionselementen einer Orthese zum Ausgleich der verlorengegangenen muskulären Funktionen kombiniert. Eine Kombination aus Prothese und Orthese wird Orthoprothese genannt.[6]

## Geschichte

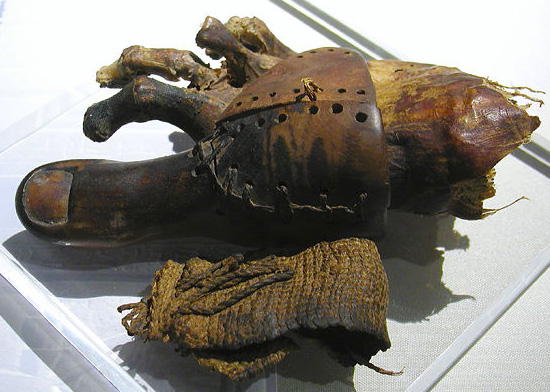
Ägyptische Zehenprothese, ausgestellt im Ägyptischen Museum in Kairo.

Die ersten einfachen Prothesen für Gliedmaßen gab es schon im 20. Jahrhundert v. Chr. in Ägypten; der Nachbau einer aus der Zeit um 600 v. Chr. stammende Prothese einer Großen Zehe, die in einer Mumie entdeckt worden war, erwies sich in Experimenten als funktionell. Nach anderen Angaben ist diese Zehenprothese in die Zeit um 950–710 v. Chr. zu datieren.
Herodot (ca. 490–424 v. Chr.) erzählt von einem Seher (Hegesistratos von Elis), der sich den Vorfuß abtrennte, um der Gefangenschaft und Hinrichtung zu entkommen, und sich später einen Holzfuß anfertigen ließ. Von der ältesten gefundenen Beinprothese, dem Stelzfuß von Capua aus der Zeit um 300 v. Chr., existiert nur mehr eine Kopie – das Original wurde im Zweiten Weltkrieg zerstört. Der römische Offizier Marcus Sergius Silus soll um diese Zeit, nachdem er im Zweiten Punischen Krieg die rechte Hand verloren hatte, laut dem drei Jahrhunderte später lebenden Plinius eine eiserne Handprothese getragen haben.
Im Alten China war Fuß- oder Beinamputation seit dem zweiten vorchristlichen Jahrtausend eine der „Fünf Strafen“ und es gibt Bronzefiguren mit amputierten Unterschenkeln aus der Zeit 900 v. Chr., jedoch für lange Zeit keine Berichte über, oder Funde von Prothesen. Aus der Zeit 240–180 v. Chr., etwa ein Jahrhundert bevor das Gebiet erstmals vom Kaiserreich China erobert wurde, datiert ein 2007 in der Nähe von Turpan gefundenes Grab der Gushi-Kultur mit einem Holzbein.
Die älteste in Fragmenten erhaltene Fußprothese Europas, aus dem 6. Jahrhundert, wurde 2013 in einem Grab am Hemmaberg in Kärnten gefunden. Der linke Fuß des Mannes von offensichtlich hohem sozialem Rang war unterhalb des Knöchels abgetrennt und er trug etwa zwei Jahre die Prothese, einen gepolsterten Holzbecher mit einem Eisenring.
Im späten Mittelalter kamen passive, bewegliche Prothesen für die obere Extremität auf, die sogenannten Eisernen Hände, deren bekanntester Vertreter die jüngere Eiserne Hand des Ritters Götz von Berlichingen ist, welche dem Chirurgen Ferdinand Sauerbruch bei seinen Forschungen auf dem Gebiet der modernen Prothesenchirurgie ab 1915 von der Familie von Berlichingen zur Verfügung gestellt wurde. Das Konstruktionsprinzip hielt sich bis ins 18. Jahrhundert.
Als Begründer der Gesichtsprothetik gilt der im 16. Jahrhundert wirkende französische Chirurg Ambroise Paré.
Für die Verwundeten militärischer Auseinandersetzungen zur Zeit der napoleonischen Feldzüge entwickelte der Mechaniker und Erfinder Johann Nepomuk Mälzel 1809 in Wien Fußprothesen.

„Wodurch sich aber Hr. Mälzel nicht allein Beifall, sondern auch Ansprüche auf öffentlichen Dank erworben hat, das sind die von ihm erfundenen künstlichen Füsse. Er wußte durch eine äußerst einfache, leichte und auch dauerhafte Mechanik ein Leben in die Füsse zu bringen, welches von Kunstverständigen und Anatomen bewundert wird, und wodurch diese künstlichen Füsse beinahe von natürlichen nicht zu unterscheiden sind. Die siebenfache Biegung des Knies und die dreifache des Vorderfusses erlauben, daß man damit ganz bequem auf Treppen und zu Pferde steigen kann. Hr. Mälzel hat bereits mehrere solcher Füsse zur vollen Zufriedenheit seiner Besteller geliefert, und dadurch, seiner am würdigsten, den Vorwurf gewisser Journale widerlegt, welche sagten, daß er sein Talent nur fürs Angenehme, aber nicht fürs Nützliche verwende.“

Um 1815 schuf Johann Georg Heine technische Verbesserungen für die Prothesenversorgung kriegsbedingter Extremitäten-Amputationen.
Die ersten willkürlich, also ohne Unterstützung der gesunden Hand, beweglichen Armprothesen entwickelten der auch als chirurgischer Techniker tätige Berliner Zahnarzt und Hofrat Peter Baliff (auch Ballif; 1775–1831) um 1812 und Caroline Eichler 1836.
Mit dem Ersten Weltkrieg stieg der Bedarf an Prothesen für die oberen und unteren Extremitäten in Europa deutlich an, und damit auch die Neuentwicklungen. Führende Chirurgen wie Ferdinand Sauerbruch oder Konrad Biesalski erfanden Prothesen wie den so genannten Sauerbruch-Arm oder die Fischer-Hand, die wegen der Kosten jedoch nur wenigen Personen zur Verfügung standen.
Der als Vorreiter der Ergonomik geltende, ab 1905 als Arbeitsphysiologe tätige tunesisch-französische Wissenschaftler Jules Mardochée Amar (1879–1935) entwickelte Prothesen und Schulungsprogramme zur beruflichen Wiedereingliederung von Kriegsversehrten. Unter anderem publizierte er La prothèse et le travail des mutilés (Paris 1916).
Nach dem Zweiten Weltkrieg wurden neue Materialien bei der Prothesenherstellung verwendet.

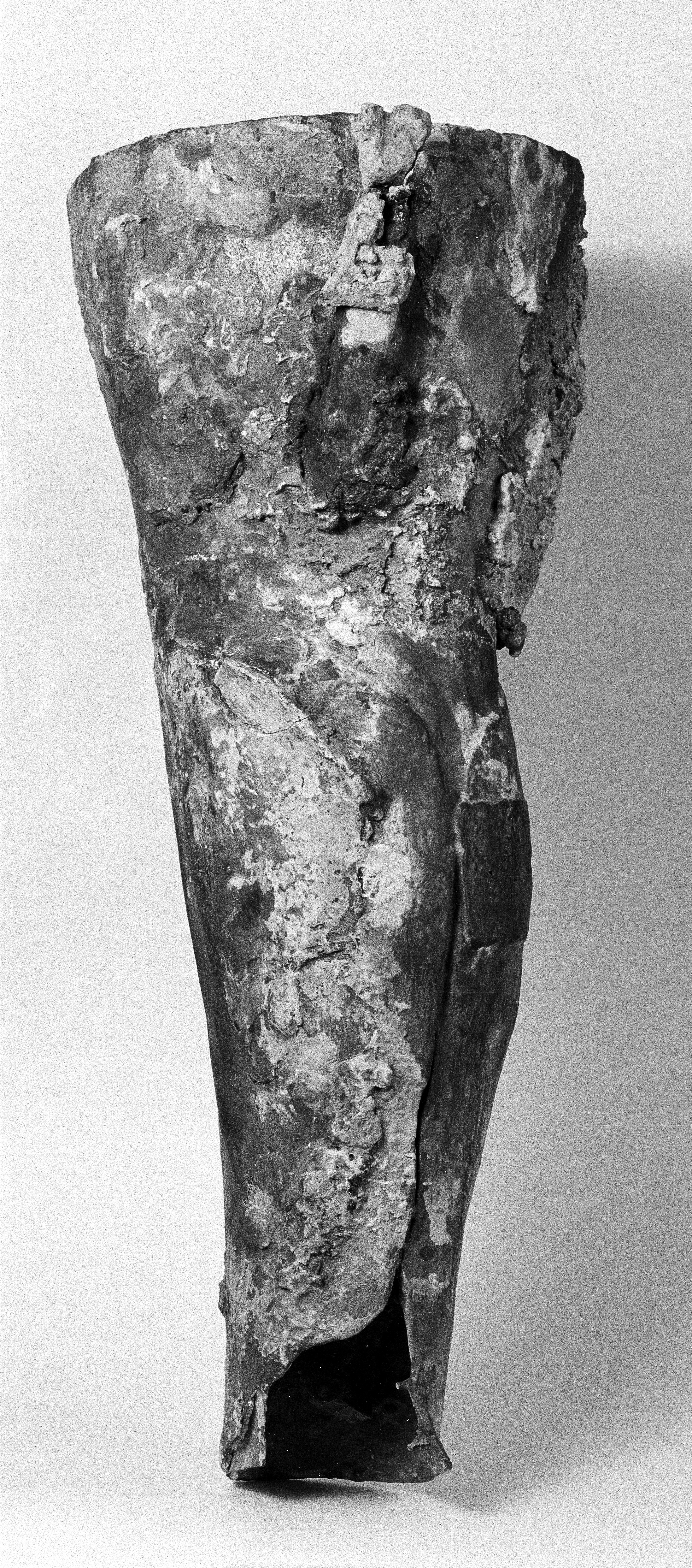
„Stelzfuß von Capua“
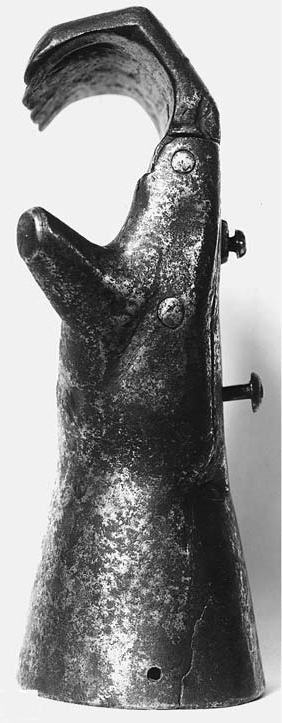
Erste Hand aus Florenz (15. Jh.)
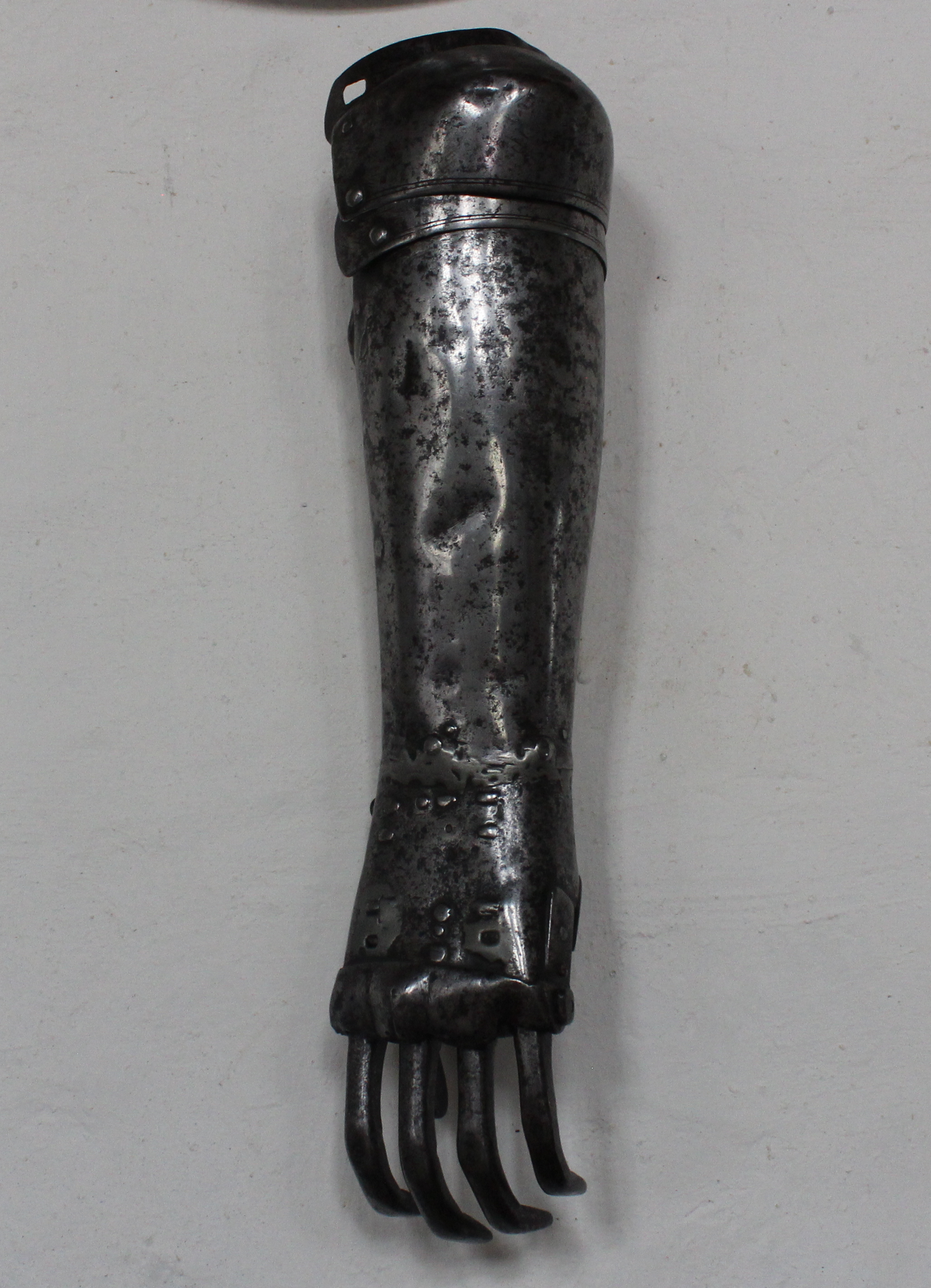
Eiserne Hand (16. oder 17. Jh.) aus Frankreich oder Deutschland, heute im Cotehele House in Cornwall
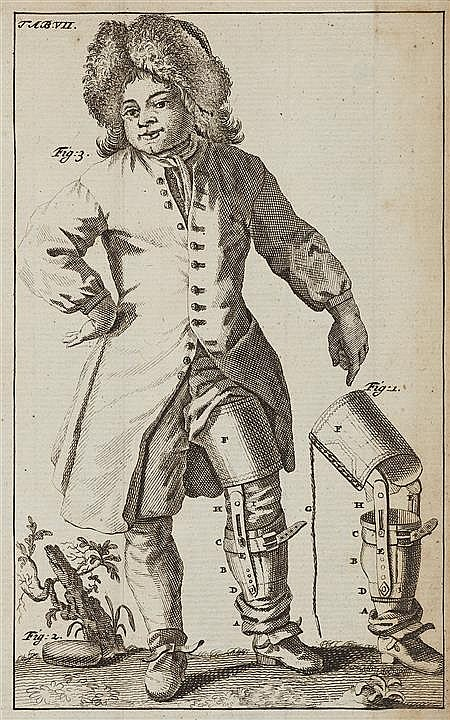
Unterschenkelprothese nach Pieter Verduyn (1696)
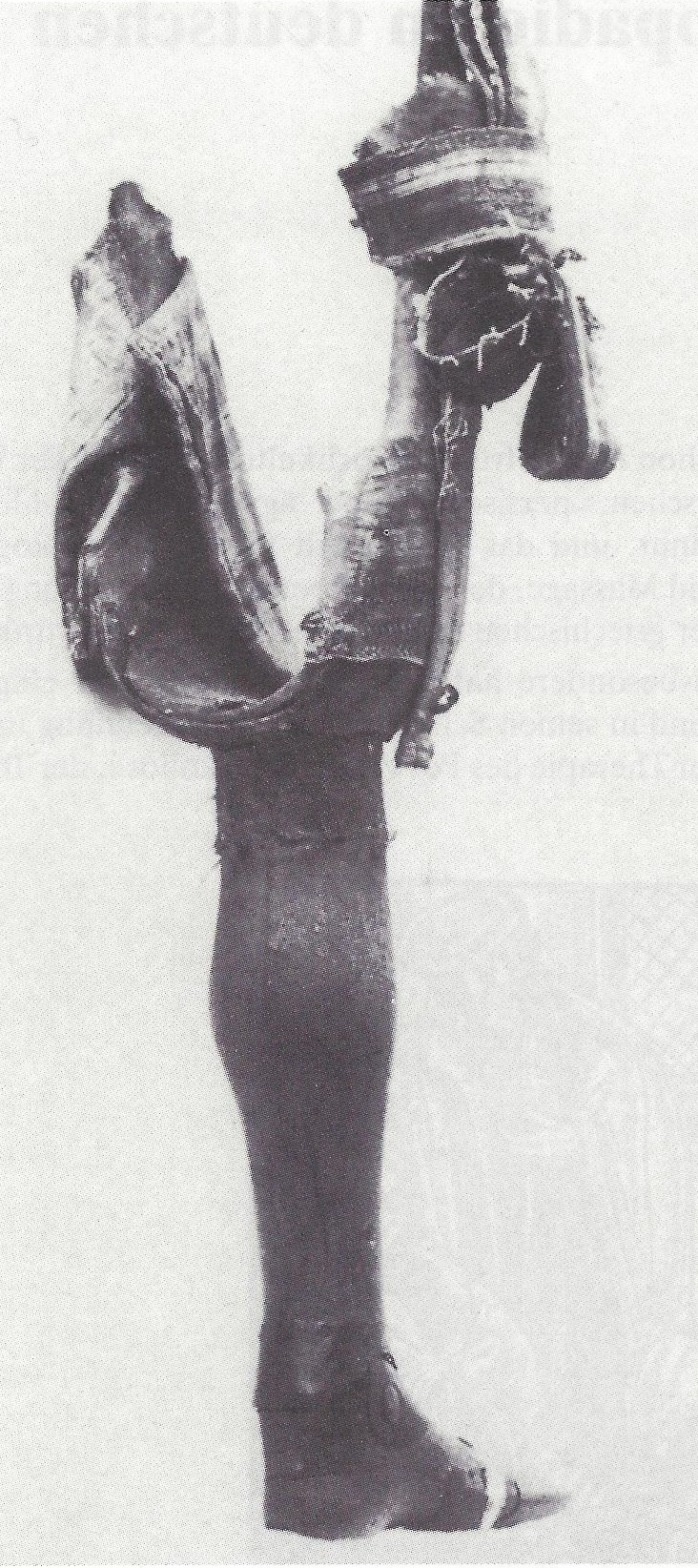
Oberschenkelprothese von Friedrich II. (Hessen-Homburg)
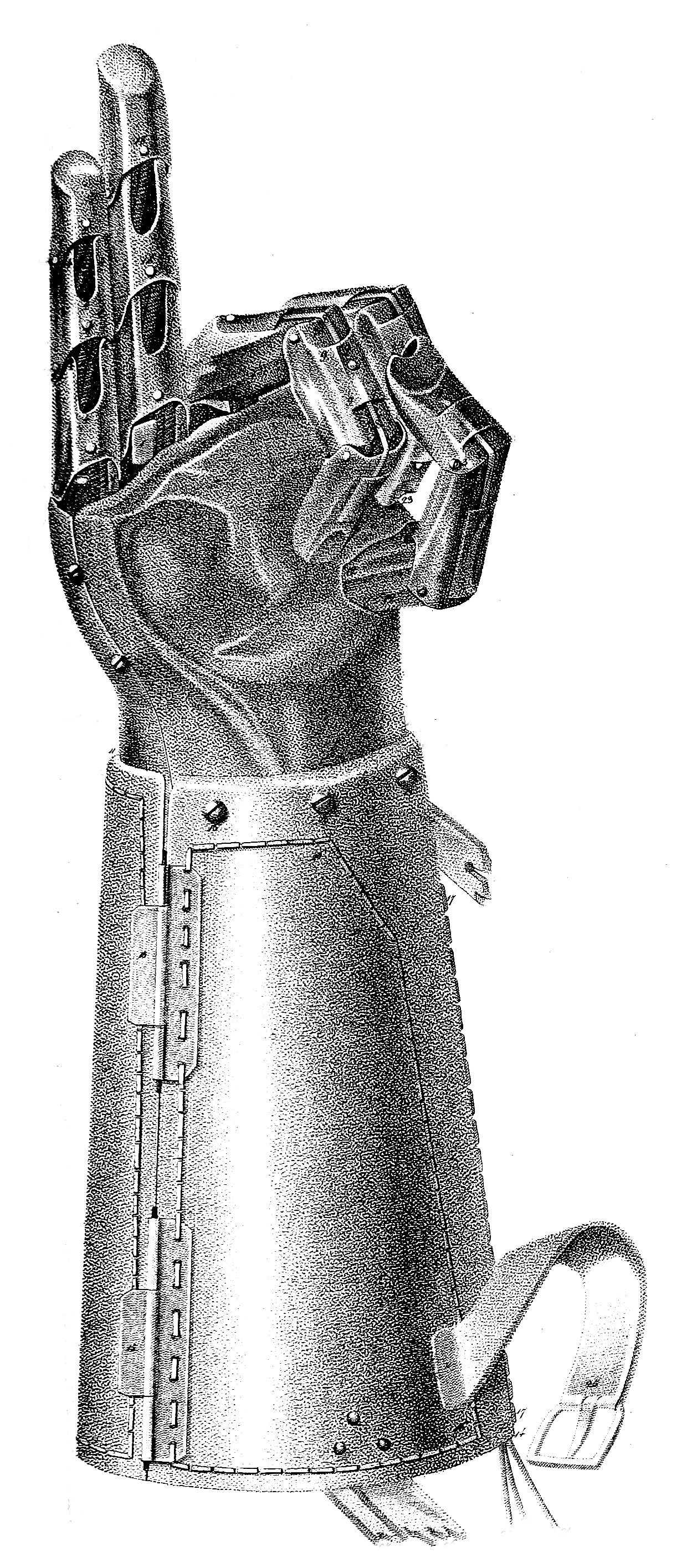
Willkürlich bewegliche Kunsthand nach Baliff (1812)
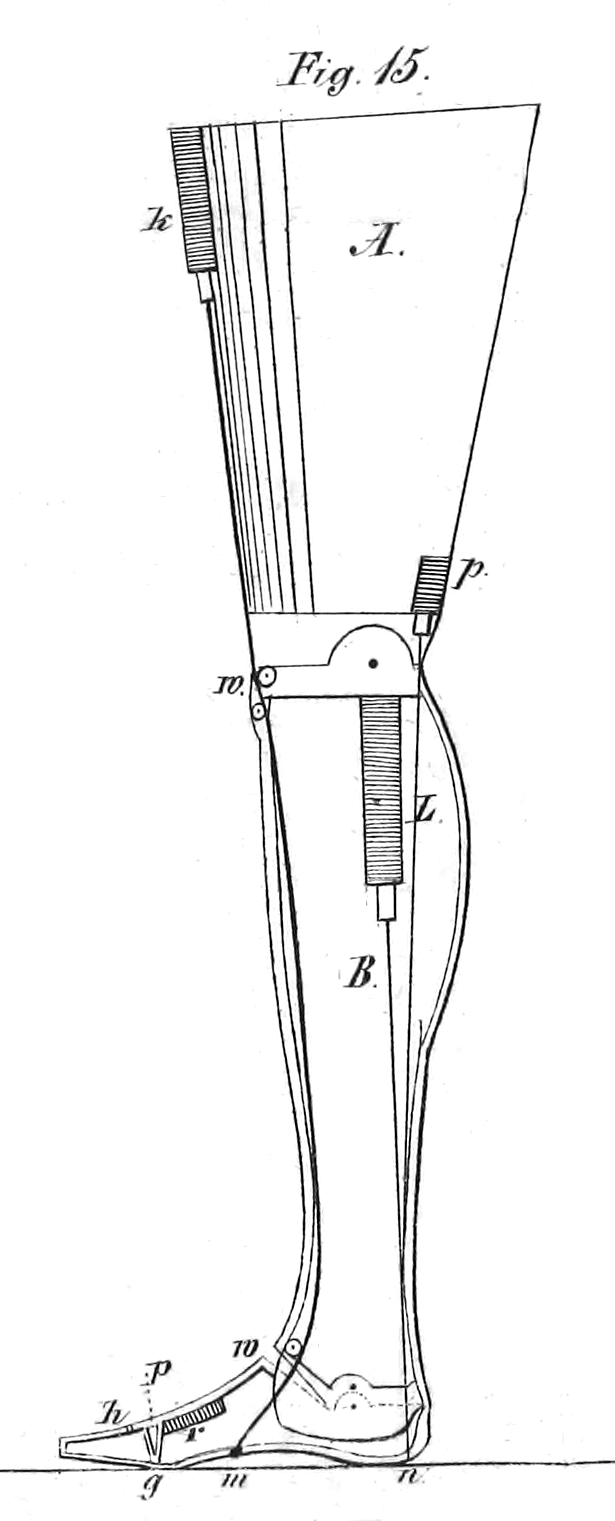
Beinprothese mit mechanischem Kniegelenk nach Caroline Eichler (1834)

## Moderne Prothesen

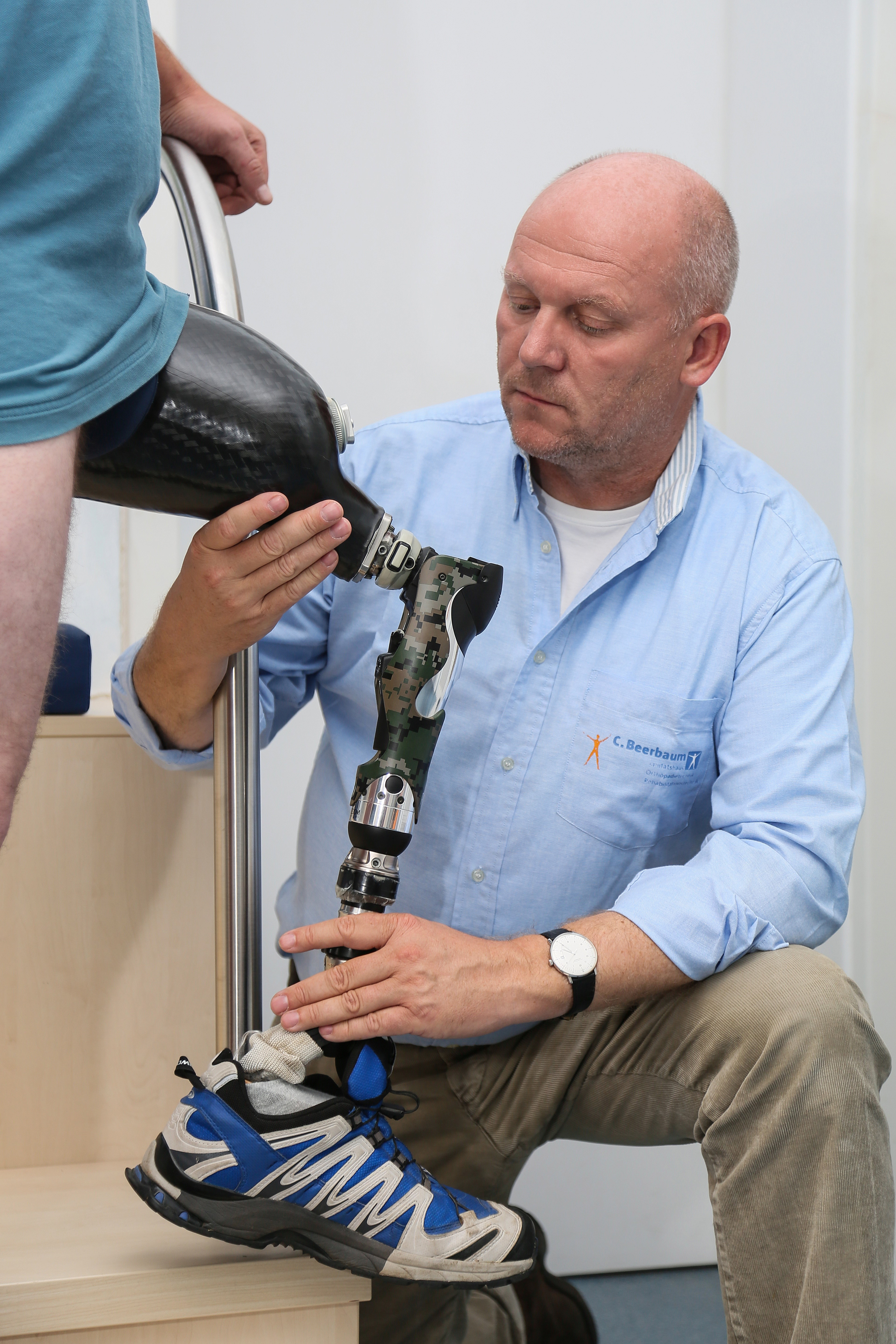
Nachjustieren einer Oberschenkelprothese

Während mit den ersten Prothesen kaum Funktionen des ursprünglichen Organs oder Körperteils hinreichend ersetzt wurden (man denke an Glasaugen), ermöglichen heute mikroprozessorgesteuerte Arm- oder Bein-Prothesen komplexere Bewegungen und sportliche Betätigung. Bei Armprothesen mit Greiffunktion (im Gegensatz zu passiven Schmuckprothesen, die lediglich eine kosmetische Wirkung haben), die der menschlichen Hand nachempfunden sind (im Gegensatz zu funktionalen Greifern bzw. Hook-Prothesen), besteht die Außenhaut heutiger handelsüblicher Prothesen aus PVC, welches robuster ist und der Haut mehr ähnelt als andere Stoffe, wie Holz oder Leder-Stahlprothesen. Der Nachteil von PVC-Außenhäuten, sog. Kosmetikhandschuhen, besteht darin, dass sie leicht verschmutzen. Der Kunststoff verfärbt sich und muss nach ca. 3- bis 4-monatiger Tragezeit gewechselt werden. Eine Alternative sind Kosmetikhandschuhe aus Silikon. Sie sind schmutzabweisend, verfärben sich nicht, aber reißen leicht ein. Außerdem haben sie einen starken Abrieb und sind deutlich teurer als PVC-Handschuhe. Ein neuerer Ansatz besteht darin, Silikonhandschuhe mit einem verstärkenden Gewebe aus Nylon zu durchziehen. Solche Handschuhe halten etwa sechs Monate, kosten aber doppelt so viel wie herkömmliche aus PVC. Bei Beinprothesen wird auch häufig eine Kosmetik aus in Form des Körperteils geschliffenem Schaumstoff mit übergezogenem Kosmetikstrumpf verwendet.
Prothesen der unteren Extremität können außerdem in Fußprothesen für Amputationen und Exartikulationen unterhalb des Sprunggelenkes, in Unterschenkelprothesen für Amputationen unterhalb des Knies und Oberschenkelprothesen für Amputationen oberhalb des Knies sowie für Exartikulationen des Knies unterschieden werden. Für die prothetische Versorgung bei Hüftexartikulationen oder Hemipelvektomien baut man Ganzbeinprothesen. Die Auswahl der richtigen Beinprothese hängt vom Therapieziel sowie dem Mobilitätsgrad des Patienten ab:
- Mobilitätsgrad 0: Nicht gehfähig
- Mobilitätsgrad 1: Innenbereichsgeher
- Mobilitätsgrad 2: Eingeschränkter Außenbereichsgeher
- Mobilitätsgrad 3: Uneingeschränkter Außenbereichsgeher
- Mobilitätsgrad 4: Uneingeschränkter Außenbereichsgeher mit besonders hohen Ansprüchen

Die Kniegelenk-Unterschenkelkonstruktion besteht bei leichten Prothesen aus einem Rohrskelett. Dennoch kommen ältere Techniken noch zum Einsatz, in Abhängigkeit von der physischen und psychischen Befindlichkeit des Patienten. Nicht unberücksichtigt bei der Auswahl der Versorgung darf der Beruf des Patienten dabei bleiben, weil durch berufsspezifische Belastungen auch entsprechende Belastungen auf die Prothese einwirken können. Prothesenschäfte für Prothesen der unteren sowie der oberen Extremität werden immer individuell für den jeweiligen Patienten vom Orthopädietechniker bzw. vom Prothetiker hergestellt. Als Grundlage für die Herstellung dient in den meisten Fällen ein Gipsabdruck des jeweiligen Amputationsstumpfes.
Prothesen der oberen Extremität können in Oberarm- und Unterarmprothesen eingeteilt werden, wobei eine weitere Klassifizierung innerhalb ihrer Funktionalität möglich ist.
Prothesen ersetzten aber auch Sinnesorgane sowie Gehörknöchelchen, Gelenke, Herzklappen und sogar das gesamte Herz (Als erstes bei Menschen eingesetzte künstliches Organ kann die von Georg Haas 1924 entwickelte Schlauchniere zur Hämodialyse bei Nierenversagen angesehen werden). Auch wird inzwischen daran geforscht, mittels „Tissue Engineering“ aus eigenem Gewebe Ersatzteile wie zum Beispiel Herzklappen zu züchten. Diese als Implantat verwendeten Prothesen fallen unter die Kategorie Endoprothese.
Epithesen dienen dem Ersatz von Weichteilgeweben (zum Beispiel Nasenteilen nach Tumoroperation).

## Augenprothese
Eine Augenprothese, allgemein auch Glasauge oder Kunstauge genannt, ist ein als kosmetischer Augenersatz hergestelltes Hilfsmittel, das ausschließlich zur Wiederherstellung der Gesichtsästhetik und zur medizinischen Versorgung der enukleierten Augenhöhle eingesetzt wird.

## Zahnprothese

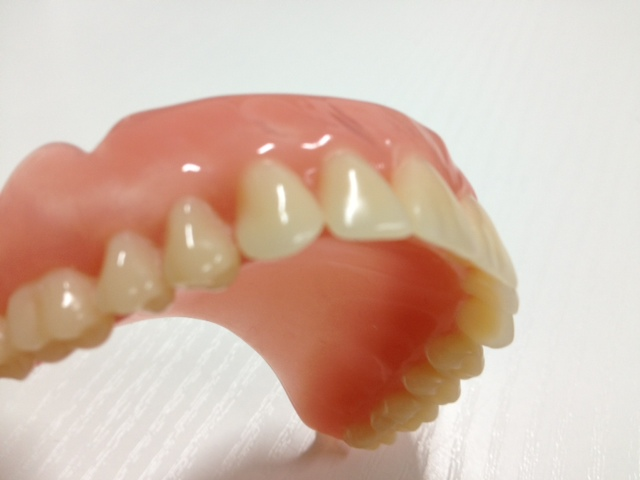
Zahnprothese für den Oberkiefer

Unter einer Totalprothese (auch: Vollprothese) versteht man in der Zahnmedizin den Ersatz aller Zähne eines Kiefers durch herausnehmbaren Zahnersatz, der aus einer Kunststoffbasis und den darauf befestigten künstlichen Zähnen besteht. Eine Totalprothese ersetzt nicht nur die Zähne, sondern auch den abgebauten Kiefer.

## Fingerprothesen
Der Verlust und Ersatz einzelner Finger oder Fingerglieder wird oft mit dem Yakuza-Ritual Yubitsume in Verbindung gebracht. Mitglieder der japanischen Mafia wurden dazu genötigt, sich in Folge von Fehlverhalten selbst Fingerglieder zu amputieren. Um damit im bürgerlichen Leben nicht aufzufallen, gibt es für rund 2.500 Euro eine individuell angefertigte Prothese aus Wachs, die jedoch lediglich der Optik dient und keinen funktionellen Ersatz bietet.

## Prothesen im Sport

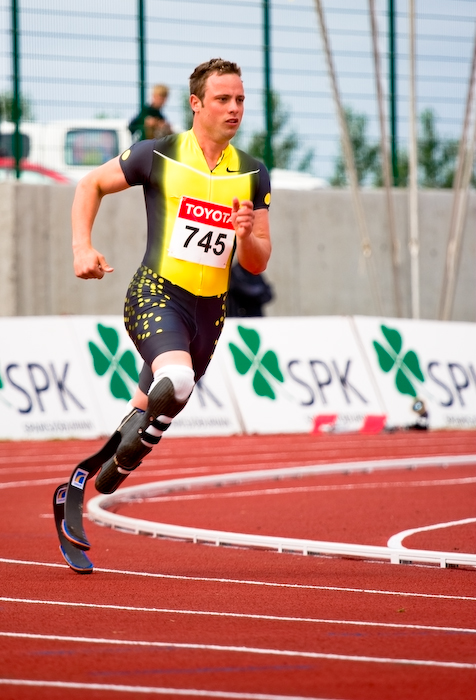
Der südafrikanische Sprinter Oscar Pistorius mit Beinprothesen

Im Sport wurden Prothesen lange Zeit als Behinderung angesehen. Durch die Qualität moderner Prothesen kam die Frage auf, inwieweit Leistungen wie die von Markus Rehm oder von Oscar Pistorius durch die Technik sogar befördert und Prothesen zu einem Wettbewerbsvorteil werden. Im Gegensatz zu einem Muskel gibt es in Karbonprothesen keine Ermüdungserscheinungen. Allerdings zeigen Untersuchungen, dass selbst die besten Prothesen die Kraftentwicklung erschweren. Auch die Sauerstoffaufnahme des Körpers unterscheidet sich nicht.

## Bauteile
Nach dem Ersten Weltkrieg entwarf der deutsche Unternehmer Otto Bock Prothesen, die industriell hergestellt werden können. Er teilte die damaligen Holzprothesen in drei Baugruppen ein, die in Werkstätten durch Orthopädiemechaniker zusammengefügt und an den Patienten individuell angepasst werden sollten.
Die Baugruppen waren:
- Schaft
- Knie-/Wadenpassteil
- Fuß

Diese Einteilung gilt immer noch, auch wenn sich die Herstellung von Prothesen inzwischen zur Rohrskeletttechnologie revolutioniert hat.
Rohrskelettprothesen werden in Schaft, Rohr und Fuß eingeteilt. Bei Oberschenkelprothesen kommt das Kniegelenk als Bauteil noch hinzu.